# Sutphin Boulevard (línea Queens Boulevard)
 Sutphin Boulevard   es una estación en la línea Queens Boulevard del Metro de Nueva York de la División B del Independent Subway System (IND). La estación se encuentra localizada en Jamaica, Queens entre Sutphin Boulevard y la Avenida Hillside. La estación es servida en varios horarios por diferentes trenes del servicio .